# Châtillens
Châtillens is een plaats en voormalige gemeente in het Zwitserse kanton Vaud. De plaats telt 445 inwoners.

## Geschiedenis
Voor 2008 maakte de gemeente deel uit van het toenmalige district Oron. Op 1 januari 2008 werd de gemeente deel van het nieuwe district Lavaux-Oron. Op 1 januari 2012 fuseerde de gemeente met de gemeentes Bussigny-sur-Oron, Chesalles-sur-Oron, Ecoteaux, Oron-la-Ville, Oron-le-Châtel, Les Tavernes, Les Thioleyres, Palézieux en Vuibroye tot de nieuwe gemeente Oron.
Châtillens werd in 1141 voor het eerst genoemd als Castellens.

## Politiek
Tijdens de Zwitserse parlementsverkiezingen van 2007 was de SP/PS de grootste partij in Châtillens met 29,6% van de stemmen. De drie partijen die daarna de meeste stemmen behaalden, waren de SVP/UDC (22,8%), de FDP/PLR (18,1%) en de Groenen (13,5%). Bij deze verkiezingen werd er door 108 mensen gestemd, wat een opkomst van 41,5% betekende.
- Historisch woordenboek van Zwitserland: 002552